# キュレネのテオドロス
キュレネのテオドロス（ギリシャ語: Θεόδωρος ὁ Κυρηναῖος Theódōros ho Kyrēnaîos、英: Theodorus of Cyrene、fl. c. 紀元前450年）は、古代ギリシアの数学者。プラトンの『テアイテトス』『ソピステス』『ポリティコス』に登場する。「テオドロスの螺旋」の功績で知られる。

## 来歴
テオドロスの生涯については、先述のプラトンの記述以外ではほとんど語られていない。彼は、北アフリカの植民地キュレネに生まれ、キュレネとアテネで物事を教えた。『テアイテトス』の中で老いを嘆いており、彼の全盛期が紀元前5世紀半ばであったことを示している。
幾何学を学ぶ以前にソフィストのプロタゴラスに師事していたことが『テアイテトス』に書かれている。テオドロスの生徒にテアイテトスがいた。ディオゲネス・ラエルティオスの様な古代の伝記作者の中で繰り返された疑わしき伝承では、プラトンもキュレネでテオドロスに師事したとされる。
プルタルコスによれば、テオドロスはデルポイの神殿の聖職者でもあり、アルキビアデスや（多くは三十人政権と関連のある）他のソクラテスの仲間とともに、饗宴において秘密を広めたとして告発された。

## 数学の功績
テオドロスの功績はただ一つの定理のみ知られているが、それは『テアイテトス』の文学的文脈によってもたらされており、歴史的に正確だとも架空だとも議論されてきた。記述内では、彼の生徒テアイテトスは、3から17までの自然数の平方根が無理数であるという定理をテオドロスに帰した。
Theodorus here was drawing some figures for us in illustration of roots, showing that squares containing three square feet and five square feet are not commensurable in length with the unit of the foot, and so, selecting each one in its turn up to the square containing seventeen square feet and at that he stopped.
2の平方根については、言及がない。またテオドロスの証明法は不明のままとなっている。さらに引用文の中の "up to" (μέχρι) が17を含んでいるのかどうかすらも知られていない。ハーディとライト（Wright）とクノール（Knorr）は、最終的には、x2 = ny2が整数の範囲で解けるかつnが奇数ならば、1とnは8を法として合同であるという定理から導かれた証明であるということを提案した。
自然数の遇奇に着目に限定した考察では、17の平方根の無理数性の証明は、出典にあるように、偶奇を考察する1つの体系において、不可能であると示されているが、より強い自然公理の体系で偶奇の計算により証明可能かどうかは未解決である。
ツォイテンによって考えられた可能性は、現在ユークリッドの互除法と呼ばれる、エウクレイデスの原論の命題X.2にある方法を用いた証明である。現代では、連分数展開が無限であることによる無理数性の証明にあたる。無理数である平方根の連分数は循環する。19の場合、循環節の長さは6で、これは19以下のどの自然数の平方根の循環節よりも長い。 √17の循環は長さ1である（√18の無理数性は√2の無理数性より導かれる）。
現在テオドロスの螺旋と呼ばれる図形は斜辺が√2, √3, √4, …,となる直角三角形を繋げたものである。√17を超えると、三角形は重なり始める。フィリップ・デイヴィス は、内挿によって、螺旋を連続的にした。彼は、テオドロスの証明法を解き明かす試みの歴史について論じており、書籍 Spirals: From Theodorus to Chaos やフィクションの Thomas Gray シリーズでこの問題に触れている。

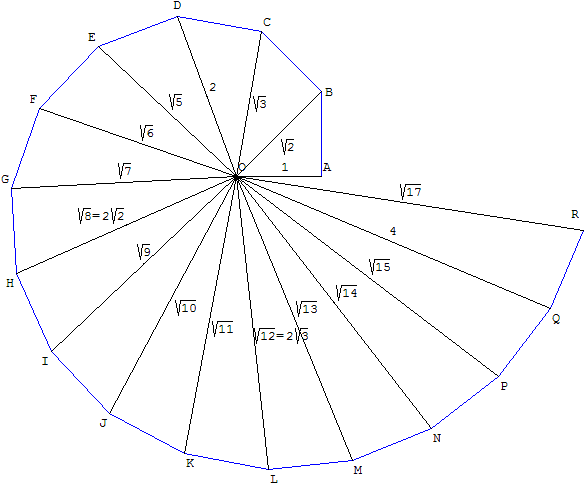
テオドロスの螺旋

テアイテトスはより一般的な無理数性の理論を確立しており、非平方数の平方根が無理数であるという理論は、同名のプラトンの書籍や原論の欄外古注にも見ることができる。